# Kahlil Thomas
Pour les articles homonymes, voir Thomas.
Kahlil Thomas, né le 22 septembre 1995 à Lauderhill, Floride, est un joueur américain de basket-ball. Il évolue au poste de pivot.

## Biographie
Le 19 juillet 2017, il signe son premier contrat professionnel en France, à Boulogne-sur-Mer, équipe qui évolue en troisième division.

## Statistiques

### Universitaires
| Saison    | Équipe       | Matchs | Titul. | Min./m | % Tir | % 3pts | % LF | Rbds/m. | Pass/m. | Int/m. | Ctr/m. | Pts/m. |
| --------- | ------------ | ------ | ------ | ------ | ----- | ------ | ---- | ------- | ------- | ------ | ------ | ------ |
| 2013-2014 | Rider Broncs | 31     | 20     | 19,4   | 48,0  | 66,7   | 75,0 | 3,35    | 0,81    | 0,74   | 0,84   | 5,77   |
| 2014-2015 | Rider Broncs | 20     | 15     | 18,4   | 48,4  | 25,0   | 48,9 | 3,85    | 0,75    | 0,30   | 0,65   | 5,75   |
| 2015-2016 | Rider Broncs | 33     | 32     | 27,5   | 56,5  | 25,0   | 58,7 | 7,97    | 0,82    | 0,36   | 0,73   | 11,70  |
| 2016-2017 | Rider Broncs | 33     | 33     | 30,7   | 52,8  | 30,0   | 64,7 | 8,82    | 1,21    | 1,03   | 0,88   | 13,97  |
| Total     |              | 117    | 100    | 24,7   | 52,6  | 30,8   | 61,8 | 6,28    | 0,91    | 0,64   | 0,79   | 9,75   |